# Portezuelo-Formation
Die Portezuelo-Formation ist eine Abfolge von kontinentalen Sedimentgesteinen der Oberkreide Argentiniens, die für ihre sehr vielfältige Fossilfauna bekannt ist. Diese Gesteine wurden im späten Turonium und frühen Coniacium vor etwa 91 bis 88 Millionen Jahren abgelagert. Aufschlüsse dieser geologischen Formation finden sich in den Provinzen Río Negro, Neuquén und
Mendoza. Typlokalität der Formation ist das Gebirge Sierra del Portezuelo in der Provinz Neuquén.
Zusammen mit der jüngeren Plottier-Formation bildet diese Formation die Río-Neuquén-Untergruppe, eine Gesteinseinheit der Neuquén-Gruppe. Früher wurde diese Untergruppe selbst als Formation betrachtet, wobei die Portezuelo-Formation als Portezuelo Member bezeichnet wurde. Die Portezuelo-Formation ist die viertälteste Formation der Neuquén-Gruppe. Sie liegt konkordant auf der Lisandro-Formation, welche zur Río-Limay-Untergruppe gehört. Über der Portezuelo-Formation liegt die Plottier-Formation.
Die Portezuelo-Formation variiert in der Dicke zwischen 95 und 130 Metern. Sie besteht hauptsächlich aus Sandsteinen und Schluffsteinen und wurde wahrscheinlich fluviatil, also von Flüssen, abgelagert. Des Weiteren finden sich gelegentlich zementierte Tonstein-Ablagerungen sowie zahlreiche Paläoböden.

## Fossilfauna
Zu der reichhaltigen Wirbeltierfauna der Formation gehören zahlreiche Funde von Schildkröten (inklusive Portezueloemys und Prochelidella) und seltener Krokodile. Dinosaurier schließen die Titanosaurier Malarguesaurus und Futalognkosaurus ein, den Ornithopoden Macrogryphosaurus, die Dromaeosauriden Neuquenraptor und Unenlagia, den Carnosaurier Megaraptor, den Alvarezsauriden Patagonykus sowie verschiedene weitere Theropoden und einen Vogel, möglicherweise ein Vertreter der Hühnervögel. 2006 wurden die Knochen eines Flugsauriers (Pterosauria) beschrieben (wahrscheinlich ein Azhdarchidae), der erste Flugsaurier-Fund aus der Oberkreide der Neuquén-Gruppe.
Die bedeutendste Fossilfundstelle der Formation, und eine der bedeutendsten in ganz Südamerika, wurde 2000 von einem Team der Universidad Nacional del Comahue an der Nordküste des Los-Barreales-Stausees entdeckt. An dieser Fundstelle, die heute als Futalognko-Fundstelle berühmt ist, wurde ein neues paläontologisches Zentrum gebaut, das erste seiner Art in Südamerika, das sich gänzlich der paläontologischen Feldarbeit widmet.